# Biały szejk
Biały szejk (wł. Lo sceicco bianco) – włoska komedia filmowa z 1952 roku w reżyserii Federico Felliniego, będąca jego pierwszym samodzielnym filmem autorskim.

## Fabuła
Młodzi małżonkowie Wanda i Ivan spędzają miesiąc miodowy w Rzymie. On zaplanował go co do minuty, ona pragnie romantycznej przygody. Kobieta zaczytuje się chętnie w tzw. "fumetti" – popularnych obrazkowo-fotograficznych romansach, a jej ulubionym jest Biały szejk. Studio, w którym powstaje "fumetti", mieści się niedaleko, więc Wanda korzysta z okazji, by zobaczyć swego idola – Fernando Rivoli, który "odtwarza" postać Białego Szejka. Jej wyobrażenia mijają się jednak z rzeczywistością. Rozczarowana, włóczy się nocą po Rzymie. Tymczasem Ivan szuka Wandy. Na jego drodze staje prostytutka Cabiria.

## Obsada aktorska
- Alberto Sordi – Fernando Rivoli, "Biały Szejk"
- Brunella Bovo – Wanda Cavalli
- Leopoldo Trieste – Ivan Cavalli
- Giulietta Masina – prostytutka Cabiria
- Lilia Landi – Felga
- Ernesto Almirante – Fortuna
- Fanny Marchio – Marilena Vellardi
- Gina Mascetti – Alda Rivolli

## Produkcja
Zdjęcia kręcono w Rzymie oraz w teatrze operowym w Spoleto (Umbria).